# Rocío Gracia
Rocío Gracia Ipiña (Madrid, 1974) es una historiadora del arte y gestora cultural española especializada en proyectos internacionales de arte contemporáneo. 

## Trayectoria profesional

### Académica
Rocío Gracia Ipiña es doctora en Historia del Arte por la UCM (2019) y máster en Responsabilidad Social Corporativa por la UCJC (2014). Su investigación se ha centrado en el arte español desde los años 60, el marco teórico de la filantropía y el mecenazgo corporativo y su aplicación específica al caso de los centros y museos de arte contemporáneo en España. 
Ha ejercido la docencia como profesora asociada en la Facultad de Geografía e Historia de la UCM (2020-2024); y como profesora invitada en la Escuela de Arquitectura de la Universidad de Navarra.

### Desarrollo profesional
Fue responsable del área de exposiciones de La Casa Encendida, desde la inauguración del centro hasta 2006 y responsable  de exposiciones y publicaciones en La Laboral Centro de Arte y Creación Industrial, en Gijón.  
Fue directora de proyectos en la Fundación Santander 2016, trabajando en la elaboración del proyecto de candidatura de Santander a Capital Europea de la Cultura, cargo que también ha desempeñado para la Comisión nacional para la conmemoración del 50.º aniversario de la muerte de Pablo Picasso en la ejecución en España de la "Celebración Picasso 1973-2023". 
En el ámbito privado, fundó en el año 1999 en Madrid la agencia de producción cultural RMS La Asociación junto a Marta Rincón, Sergio Rubira y Marta de la Torriente. Era una oficina curatorial y agencia de producción con la que ha desarrollado proyectos de comisariado en Colonia (Temporary Gallery, 2013-14), Lleida (Centre d’Art La Panera, 2012/2013),  Madrid (Matadero, 2012), o Vitoria (ARTIUM, 2008). 
El grupo RMS,  en la década de máxima actividad a principios del siglo XXI, fue considerado  uno de los principales generadores y dinamizadores del tejido artístico de Madrid, y otros contextos nacionales e internacionales tales como formar parte de la organización del Pabellón Español en la Bienal de Venecia, el comisariado de Entresijos y Gallinejas en el Centre d’ Art Santa Mónica de Barcelona, MADRID PROCESOS-REDES.

## Artículos publicados (selección)
Es autora de diversos artículos, entre los que destacan "Maria Lara. Ensoñaciones de luz", en el catálogo María Lara: Sensaciones, registros, impresiones, MUSAC, 2020;“Calendario de producción”, en el catálogo Hojeando. Cuatro décadas de libro de artista en España, SEACEX, 2009; “Apuntes sobre Bonnard”, en el catálogo Bonnard, Centro Cultural Conde Duque, 2002 Filantropía y mecenazgo, Al otro lado del espejo, y ¿Porque coleccionamos? dentro del programa Reflexiones ARCO Madrid 2023.